# كريس هال (لاعب كرة قدم أمريكية)
كريس هال (بالإنجليزية: Chris Hall)‏ هو لاعب كرة قدم أمريكية أمريكي، ولد في 1987.